# Puccini (cratère)
Pour les articles homonymes, voir Puccini (homonymie).
Puccini est un cratère d'impact présent à la surface de Mercure. 
Ce cratère fut ainsi nommé par l'Union astronomique internationale en 1976 en hommage au compositeur italien Giacomo Puccini. 
Son diamètre est de 76,27 km. Il se situe dans le quadrangle de Bach (quadrangle H-15) de Mercure.